# Pian di Gembro

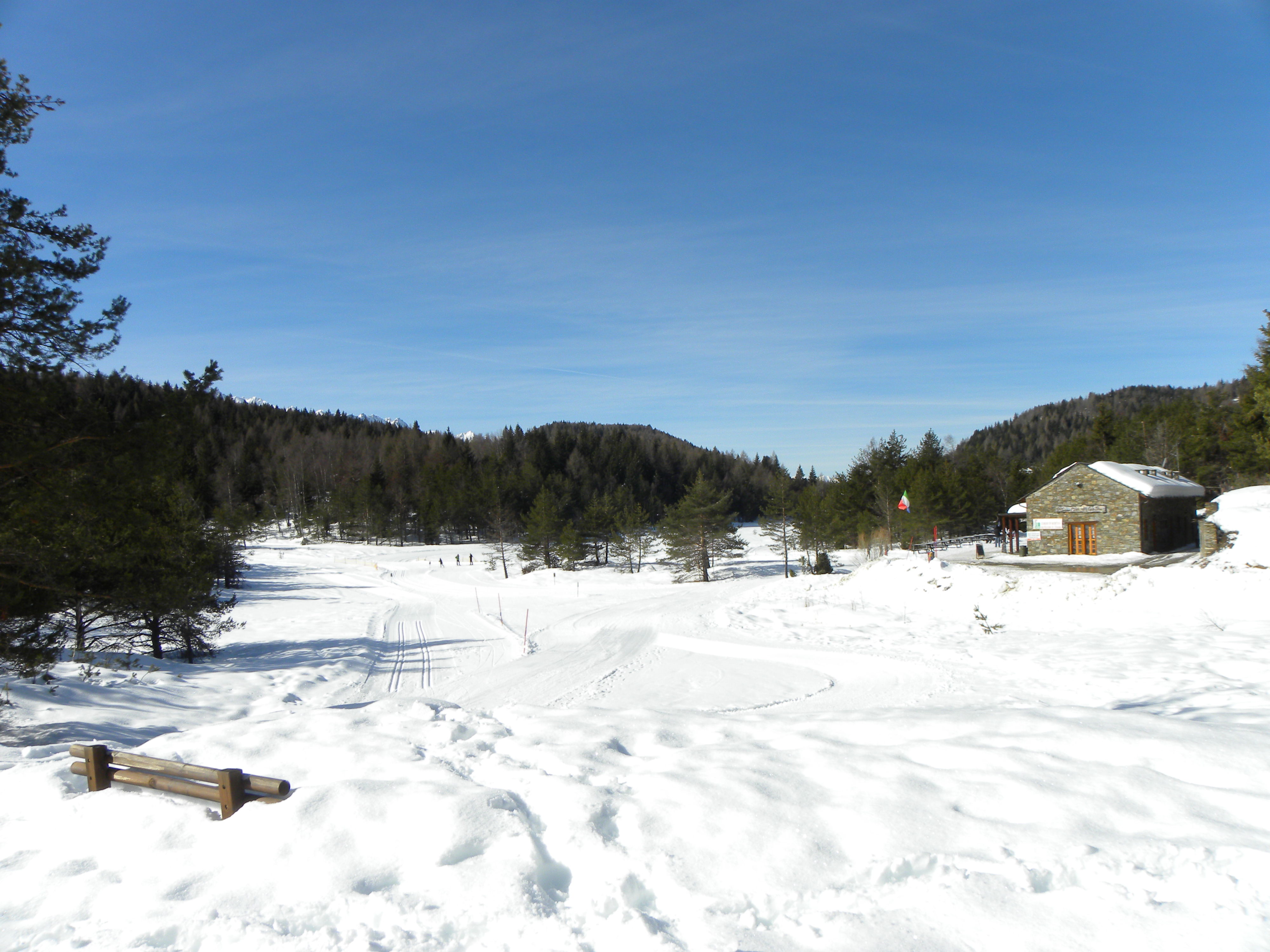
Ingresso di Pian di Gembro

Il Pian di Gembro è una località montana situata in Valtellina a 1350 m s.l.m. appartenente al comune di Villa di Tirano (provincia di Sondrio). Dista circa 5 km da Aprica e dall'omonimo passo.
È caratterizzato da un altopiano di 127 ettari in cui è presente una torbiera di transizione a dossi di sfagni creatasi nel periodo dell'ultima glaciazione (circa 10.000 anni fa), durante il Quaternario.

## Descrizione

### Il territorio: la torbiera

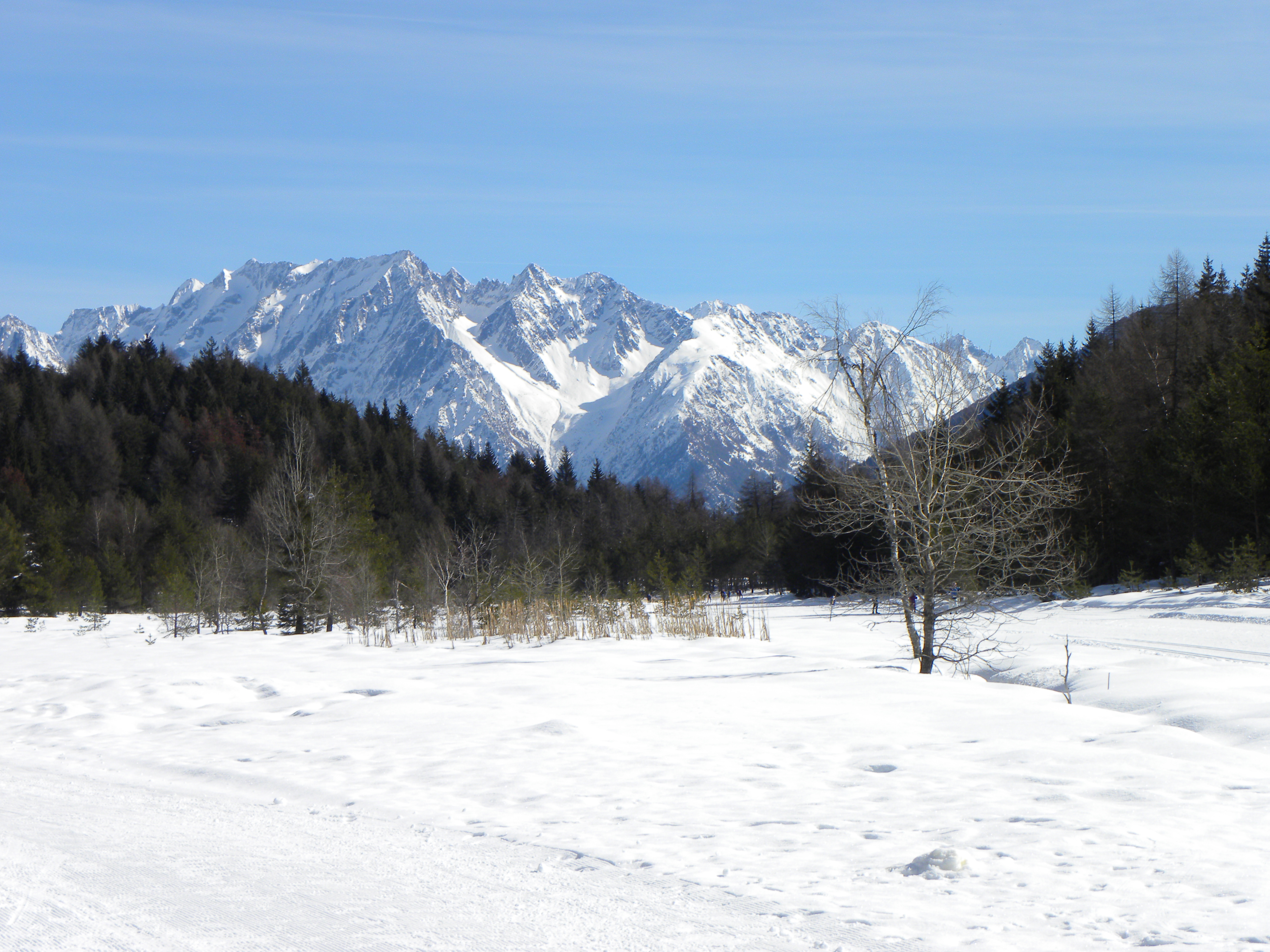
Panorama da Pian di Gembro

Nei primi anni del XX secolo l'area ha subito dei grossi cambiamenti a causa della massiccia estrazione di torba per fini industriali, causando la comparsa di grandi pozze tuttora presenti nel territorio. La torba estratta veniva infatti impiegata come combusibile fossile.
Nel 1988 la Torbiera di Pian di Gembro è stata istituita dalla Regione Lombardia Riserva Naturale Parziale Botanica.

### Flora e Fauna
La vegetazione del Pian di Gembro è di notevole interesse ed è costituita da diverse specie di piante carnivore, come la Drosera e la Pinguicola delle zone interrate o l'Utricularia delle pozze d'acqua. Il territorio della torbiera ospita anche altre varietà di piante, come il Mirtillo di palude, l'Andromeda Polifolia, l'Equiseto, le Canne di palude. Dal punto di vista della fauna, nell'area del Pian di Gembro sono presenti diverse varietà di anfibi, tra cui il tritone crestato, le rane, le salamandre; sono inoltre presenti libellule, gerridi, bisce d'acqua.

### Percorsi storici e didattici
Nell'altopiano, nei pressi del Monte Croce, sono presenti vecchi tracciati militari, tuttora percorribili ed opportunamente segnalati, risalenti al periodo della I guerra mondiale.
Nel 2007, all'interno del territorio del Pian di Gembro, è stata allestita un'aula didattica presso l'edificio Centro visite della Comunità Montana Valtellina di Tirano. Visitando l'aula didattica è possibile vedere da vicino diverse specie animali e vegetali tipiche del territorio circostante.

## Sport
Nei mesi invernali, nella conca del Pian di Gembro, è praticato lo sci di fondo.